# Esplugues de Llobregat
Esplugues de Llobregat – miasto w północno-wschodniej Hiszpanii, w Katalonii w comarce Baix Llobregat, wchodzące w skład obszaru metropolitarnego Barcelony.

## Historia
Pierwsze wzmianki o mieście pochodzą z 1096 r., kiedy to grupa lokalnych mieszkańców na terenie obecnego miasta wykupiła grunty pod zabudowę mieszkaniową, zaś pierwsze dokumenty, które mówią o miasteczku o nazwie Esplugues de Llobregat pochodzą z XIV wieku.